# Peter Martyn-Hemphill, 5. Baron Hemphill
Peter Patrick Fitzroy Martyn-Hemphill, 5. Baron Hemphill (* 5. September 1928; † 6. April 2012 in Galway) war ein britischer Peer und Politiker der  Conservative Party.

## Leben und Karriere
Martyn-Hemphill wurde am 5. September 1928 als Sohn von Martyn Charles Andrew Hemphill, 4. Baron Hemphill und Emily Sears († 1990) geboren. Er wuchs in Tulira Castle, Gort, County Galway auf, dem früheren Zuhause von Edward Martyn. Sein Vater war Direktor bei der Mullingar-Rennbahn.
Er besuchte  die Downside School in Bath und später das Brasenose College der Oxford University, wo er mit einem Master of Arts abschloss.
Mond wurde 1957 Master of the Hunt und blieb dies bis Mitte der 1980er Jahre (im Einzelnen von 1957 bis 1960, von 1967 bis 1969 und 1972 bis 1985). 1965 war er zum Mitglied der Irish National Hunt Society gewählt worden. Er war auch Senior Steward of the Irish National Hunt 1975 und 1980 und Mitglied des Turf Club. In den letzteren wurde er 1972 gewählt. In diesem Bereich setzte er viele Modernisierungen durch.
Sein Nachname wurde 1959, ein Jahr nach dem Tod seiner Großmutter Mary, von Hemphill in Martyn-Hemphill geändert. Er gehörte dem Irish National Hunt Steeplechase Committee an und war Vorsitzender (Chairman) des Galway Race Committee von 1990 bis 1996, sowie Mitglied von 1958 bis 2004.

## Mitgliedschaft im House of Lords
Nach dem Tod seines Vaters 1957 erbte er den Titel des Baron Hemphill und den damals damit verbundenen Sitz im House of Lords. Laut Hansard meldete er sich dort niemals zu Wort. Durch den House of Lords Act 1999 endete seine Mitgliedschaft. Im Register of Hereditary Peers, die für eine Nachwahl zur Verfügung stehen, war er nicht verzeichnet.

## Familie und Tod
Er heiratete am 17. April 1952 Olivia Anne Ruttledge, Tochter von Major Robert Francis Ruttledge. Zusammen haben sie zwei Töchter und einen Sohn.
Martyn-Hemphill starb am 6. April 2012 im Alter von 83 Jahren in Galway im Krankenhaus. Den Titel erbte sein Sohn Charles Andrew Martyn Martyn-Hemphill (* 1954).

## Ehrung
Martyn-Hemphill wurde mit dem Verdienstorden Pro Merito Melitensi geehrt.